# Dekanat Tarnowskie Góry
Dekanat Tarnowskie Góry – jeden z 16 dekanatów katolickich wchodzących w skład diecezji gliwickiej, w którego skład wchodzi 10 parafii.

## Parafie dekanatu Tarnowskie Góry
- Tarnowskie Góry: Parafia Matki Bożej Królowej Pokoju
- Tarnowskie Góry: Parafia św. Anny
- Tarnowskie Góry: Parafia św. św. Apostołów Piotra i Pawła
- Tarnowskie Góry: Parafia św. Józefa Robotnika
- Tarnowskie Góry-Osada Jana: Parafia Matki Bożej Uzdrowienie Chorych
- Tarnowskie Góry-Pniowiec: Parafia Matki Boskiej Królowej Wszechświata (od 25 marca 2019)
- Tarnowskie Góry-Opatowice: Parafia Matki Boskiej Piekarskiej-Matki Sprawiedliwości i Miłości Społecznej (od 25 marca 2019)
- Tarnowskie Góry-Stare Tarnowice: Parafia św. Marcina Biskupa i Wyznawcy (od 25 marca 2019)
- Tarnowskie Góry-Repty Śląskie: Parafia św. Mikołaja (od 25 marca 2019)
- Tarnowskie Góry-Strzybnica: Parafia Najświętszego Serca Pana Jezusa i Matki Bożej Fatimskiej (od 25 marca 2019)

Do 25 marca 2019 do dekanatu Tarnowskie Góry należały również parafie:
- Tarnowskie Góry-Lasowice: Parafia św. Katarzyny Aleksandryjskiej
- Tarnowskie Góry-Sowice: Parafia Matki Boskiej Częstochowskiej

## Sąsiednie dekanaty
Dekanat Bytom, Dekanat Bytom-Miechowice, Dekanat Pyskowice, Dekanat Toszek, Dekanat Woźniki, Dekanat Żyglin